# Polliat
Polliat är en kommun i departementet Ain i regionen Auvergne-Rhône-Alpes i östra Frankrike. Kommunen ligger  i kantonen Viriat som ligger i arrondissementet Bourg-en-Bresse. Kommunens areal är 20,07 km². År 2022 hade Polliat 2 694 invånare.

## Befolkningsutveckling
Antalet invånare i kommunen Polliat
Referens: INSEE